# أبو قلادة (جنس)
أبو قلادة (الاسم العلمي: Theropithecus) هو جنس من الحيوانات يتبع فصيلة سعادين العالم القديم من رتبة الرئيسيات.

## أنواع
يضم هذا الجنس نوع وحيد وهو:
- أبو قلادة